# Leandro Maciel
Leandro Isaac Maciel (Rosario, Santa Fe; 29 de diciembre de 1995) es un futbolista argentino. Juega de volante y su equipo actual es Botafogo FC de la Serie B de Brasil.

## Carrera

### Lanús
Maciel llegó desde Rosario hasta Lanús en 2012 y recién en 2016 lograría el debut en Primera. Fue el 22 de mayo en la derrota 1-3 frente a Huracán, ingresando por Agustín Pelletieri a los 23 minutos del segundo tiempo. Ese mismo torneo sería ganado por el Granate, al igual que la Supercopa Argentina y la Copa Bicentenario.
A pesar de no ganarse la titularidad en ningún torneo, el rosarino logró jugar varios partidos con la camiseta del club y llegó a convertir un gol, frente a River Plate, en lo que sería derrota 1-5.

### Aldosivi
Maciel llegó libre a Aldosivi en 2019. Su debut en el Tiburón ocurrió el 26 de agosto en la goleada por 3 a 0 sobre Atlético Tucumán. Ingresó por Román Martínez a los 42 minutos del segundo tiempo.

## Estadísticas

### Clubes
- Actualizado hasta el 4 de enero de 2021.

| Lanús Argentina |                     |                     |    |   |   |   |   |    |    |      |      |
| 1.ª | 2016                | 1                   | 0  | 0 | 0 | 0 | 0 | 1  | 0  | 0,00 |      |
| 1.ª | 2016-17             | 5                   | 0  | 0 | 0 | 1 | 0 | 6  | 0  | 0,00 |      |
| 1.ª | 2017-18             | 12                  | 0  | 0 | 0 | 2 | 0 | 14 | 0  | 0,00 |      |
| 1.ª | 2018-19             | 13                  | 1  | 1 | 0 | 2 | 0 | 16 | 1  | 0,06 |      |
| Total club | Total club          | Total club          | 31 | 1 | 1 | 0 | 5 | 0  | 37 | 1    | 0,02 |
| Aldosivi Argentina |                     |                     |    |   |   |   |   |    |    |      |      |
| 1.ª | 2019-20             | 16                  | 0  | 1 | 0 | - | - | 17 | 0  | 0,00 |      |
| 1.ª | 2020                | -                   | -  | 6 | 0 | - | - | 6  | 0  | 0,00 |      |
| Total club | Total club          | Total club          | 16 | 0 | 7 | 0 | - | -  | 23 | 0    | 0,00 |
| Total en su carrera | Total en su carrera | Total en su carrera | 47 | 1 | 8 | 0 | 5 | 0  | 60 | 1    | 0,01 |
| (1) Las copas nacionales se refiere a la Copa Argentina y a la Copa de la Liga Profesional. (2) Las copas internacionales se refiere a la Copa Libertadores y a la Copa Sudamericana. (3) Media de goles por encuentro. No incluye goles en partidos amistosos. |                     |                     |    |   |   |   |   |    |    |      |      |